# Tadeusz Jasiński (inżynier)
Tadeusz Jasiński (ur. 20 stycznia 1932 w Czemerach, zm. 26 stycznia 2018 w Bydgoszczy) – polski inżynier kolejnictwa, przedsiębiorca, działacz społeczny i sportowy.

## Życiorys
W 1952 rozpoczął pracę zawodową w ówczesnych Zakładach Naprawy Taboru Kolejowego (ZNTK) w Bydgoszczy, przekształconych później w przedsiębiorstwo Pojazdy Szynowe Pesa Bydgoszcz, gdzie zajmował się kwestiami technicznymi i innowacjami. Był autorem ponad 1000 wniosków racjonalizatorskich i patentów. W ZNTK doszedł do szczebla dyrektora. Równolegle przez wiele lat zajmował stanowisko prezesa Kolejowego Klubu Wioślarskiego. Udzielał się także społecznie, w szczególności w ruch działkowców, będąc współzałożycielem, a w latach 1984-2006 prezesem, Rodzinnego Ogrodu Działkowego „Przy Zaporze” w Tryszczynie. Dzięki jego pracy i zaangażowaniu zostało zbudowane osiedle domków jednorodzinnych na bydgoskim osiedlu Jachcice.
W 1991 odszedł z ZNTK w związku z nabyciem uprawnień emerytalnych, ale kontynuował pracę zawodową w firmie „Darpol”. założonej dwa lata wcześniej przez jego syna Dariusza Jasińskiego. Objął tam stanowisko dyrektora technicznego, które zajmował przez kolejnych 20 lat.

## Odznaczenia
- Krzyż Kawalerski Orderu Odrodzenia Polski[1]
- Złoty i Srebrny Krzyż Zasługi[1]
- Medal Prezydenta Miasta Bydgoszczy[6]
- Odznaka „Zasłużony Kolejarz”[1]
- wiele innych odznaczeń państwowych i resortowych